# Vári Fábián László
Vári Fábián László (Tiszaújlak, Szovjetunió, 1951. március 16. –) Kossuth- és József Attila-díjas kárpátaljai magyar költő, kritikus. Néprajzi és műfordítói tevékenysége is számottevő. A Magyar Művészeti Akadémia Irodalmi Tagozatának tagja (2005).

## Életrajz
Az Ugocsa megyei (jelenleg Nagyszőlősi járás) Tiszaújlak nagyközségében született 1951. március 16-án. A helyi általános iskola elvégzését követően a nagyszőlősi magyar középiskolában érettségizett 1968-ban. Ugyanebben az az évben sikeresen felvételizett az Ungvári Állami Egyetem bölcsészkarára, magyar nyelv- és irodalom szakra.
Ungváron tagja lett a Kovács Vilmos szellemi irányítása alatt működő Forrás Stúdiónak, és később bekapcsolódott az első kárpátaljai magyar polgárjogi mozgalomba. Emiatt retorziók érték, 1972-ben meg kellett tanulmányait szakítani, mert besorozták a szovjet hadsereg németországi, hadseregcsoportjába sorkatonai szolgálatra. A szovjet hadseregben való nemzetiségi létet később Tábori posta című regényében elevenítette fel.
Leszerelése után, 1975-től a beregszászi vasgyárban dolgozott, levelező tagozaton folytatta tanulmányait. 1978-ban diplomázott. 1976-tól 1997-ig a mezővári középiskolában magyar nyelvet és irodalmat tanított, majd a beregszászi magyar főiskola tanára lett.
A Kárpátaljai Magyar Kulturális Szövetség (KMKSZ) alapító tagja, 1992–1996 között pedig a Szövetség egyik alelnöke volt. 1994 és 1998 között a KMKSZ beregszászi középszintű szervezetét irányította.
A Magyar Írószövetségnek 2001-től választmányi, 2007-től elnökségi tagja.
Jelenleg a Magyar Írószövetség Kárpátaljai Írócsoportjának (MIKICS) és az Együtt című folyóirat szerkesztőbizottságának az elnöke. Jelenleg Váriban él és alkot.

## A folklorista
A népköltészettel egyetemistaként találkozott 1969-ben, első éves egyetemistaként, amikor is kötelezően folklór anyagot gyűjtött évfolyamtársaival. A gyűjtés sikerei annyira magával ragadták, hogy 1971-től céltudatosan, a rendszerezés és a kiadás szándékával kezdte el felkutatni és feljegyezni a kárpátaljai magyar népballadákat.
„Újabban ruszin népballadákat fordítok, mert fontosnak tartom, hogy a magyar olvasó megismerje annak a ruszin közösségnek a költészetét, amely évszázadok óta velünk él. Soha nem voltak velünk ellenséges viszonyban, mindig szabadságküzdelmeink mellé álltak, és talán eljön az idő, amikor alkalmunk lesz a közös jövőnkön gondolkodni” – vallja Vári Fábián László.
Közreműködik Kárpátalja helytörténeti köteteinek szerkesztésében, összeállításában, értékelésében, gyakran az ő elő- vagy utószavával jelennek meg egyes helytörténeti monográfiák.

## Költészete
Költészetéről írja Balla D. Károly: Versei nemcsak hogy „kiállták az idő próbáját, hanem a legáltalánosabb (ha tetszik: összmagyar) szempontból nézve is magas nívón reprezentálják poézisünknek azt az ágát, amelyet népi gyökerűnek és nemzeti elkötelezettségűnek szokás nevezni. E versei alapján VFL minden engedmény nélkül besorolható abba a kortársi vonulatba, amelyet Ágh István, Bella István, Buda Ferenc, Csoóri Sándor, Farkas Árpád, Mezey Katalin, Nagy Gáspár, Szepesi Attila, Utassy József – és folytathatnám – neve fémjelez.”

## Kötetei (válogatás)
- Széphistóriák : versek. (Ungvár, 1991)
- Vannak ringó bölcsők : kárpátaljai magyar népballadák. (Ungvár-Budapest, 1992; 2006)
- Kivont kardok közt : versek (Budapest, 1992; 1994)
- Világtalan csillag : versek és műfordítások. (Ungvár, 2001)
- Harminchárom év : versek. (Miskolc, 2002)
- Fecskehajtó idő : régebbi és új versek. (Budapest, Masszi, 2004)
- Jég és korbács : versek, 2002–2010 (Budapest, 2010)
- Tábori posta. Szovjet mundérban Poroszföldön; Kortárs, Bp., 2011 (Kortárs próza)
- Vannak ringó bölcsők. Kárpátaljai magyar népballadák és népdalok; 3. bőv. kiad.; Intermix, Ungvár–Bp., 2012 (Kárpátaljai magyar könyvek)
- Ereimben az idő. Versek; Magyar Napló, Bp., 2015
- Vásártér; Magyar Napló, Bp., 2018
- A kakukknővér. 76 ruszin és ukrán népballada; ford., szerk., előszó, utószó, jegyz. Vári Fábián László; MMA, Bp., 2019
- Koponyámban gyertya. 100 vers, 1969–2019; szerk., utószó Jánosi Zoltán; Magyar Napló–Írott Szó Alapítvány, Bp., 2020 (Rádiusz könyvek)

## Prózája
- Tábori posta : szovjet mundérban Poroszföldön : [katonaregény]. Budapest, Kortárs Kiadó, 2011 (Kortárs próza) 304 p.[8]

## Kitüntetései, díjai
- Kilencek díja (1983)
- Pro Cultura Hungarica (1991)
- Magyar Művészetért díj (1992, 2002)
- Berzsenyi-díj (1993)
- Kemény Zsigmond-díj (1998)
- Bethlen Gábor-díj (2001)[9]
- József Attila-díj (2003)
- Balassi Bálint-emlékkard (2004)
- Tőkés László-díj (2004)
- Ratkó József-díj (2007)
- A Magyar Köztársasági Érdemrend lovagkeresztje (2011)
- Arany János-díj (2011)
- Kölcsey-emlékplakett (2014)[10]
- Salvatore Quasimodo-életműdíj (2015)
- Mikszáth Kálmán-díj (2017)
- Magyarország Babérkoszorúja díj (2017)[11]
- A Magyar Érdemrend tisztikeresztje (2020)
- Kossuth-díj (2021)[12]